# آلتان توبچی

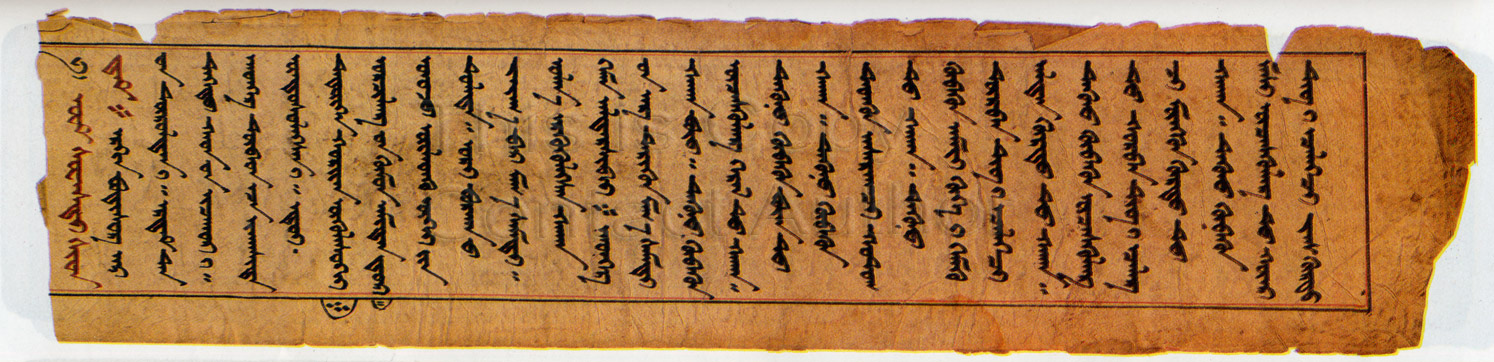
صفحه ابتدایی نسخه 1604

آلتن توبچی، یا خلاصه طلایی (متن مغولی: ᠠᠯᠲᠠᠨ ᠲᠣᠪᠴᠢ Altan Tobči ; Алтан товч مغولی: Алтан товч، Altan tovch)، یک شرح مختصر تاریخی به زبان مغولی از قرن هفدهم میلادی است که توسط گووش لووزانتانزان نوشته شده‌است. عنوان کامل آن در اینجا حاوی خلاصه ای طلایی از اصول حکمداری است که توسط خان‌های باستان تأسیس شده‌است. محققان مغول معمولاً این اثر را "لو آلتان تووچ" می‌نامند. این اثر عموماً از نظر درجه اهمیت بعد از تاریخ مخفی مغول‌ها به عنوان وقایع تاریخی و تکه ای از ادبیات کلاسیک، در نظر گرفته می‌شود. در حقیقت، این کار ویژه شامل ۲۳۳ مورد از ۲۸۲ فصل تاریخ مخفی مغول‌ها با جزئیات بیشتر در قسمت‌های خاص است. همچنین از این جهت قابل توجه است که این اثر منبع اصلی در مورد "Chingisiin Bilig" یا حکمت چنگیزی است که شامل یک سری کد رفتار اخلاقی می‌شود که به‌طور خاص به نسل‌های آینده اشراف حاکم مغول آموخته می‌شد.
دوک جامیان (Duke Jamiyanِ) کاشف کپی اصلی آلتان توبچی بود که آن را در سال ۱۹۲۶ یافت و به اولان باتور آورد. . این اثر توسط ژامسرنگیین توین و بیامبین رینچن به‌طور عمیق مورد مطالعه قرار گرفت و توسط چارلز بادن در سال ۱۹۵۵ به انگلیسی ترجمه شد. این اثر یکی از متداولترین منابع در نشریات تحقیقی دربارهٔ مغول است.

## فهرست مطالب این کتاب
آلتن توبچی از سه بخش عمده تشکیل شده‌است که تفاوتهای چشمگیری با یکدیگر دارند، اما با این وجود در یک کل متحد شده‌اند تا هدف نویسنده آن لووساندانزان در ارائه خلاصه ای از ایدئولوژی دولت مغول در آن زمان را برآورده سازد. این کار با یک شجره نامه اساطیری از نزول بورته چینو، اجداد چنگیز خان، از پادشاه مهاسمدی هند و پادشاهان مختلف تبت آغاز می‌شود. این بخش اول تلاشی متدینانه بودایی برای پیوند دادن کشور مغول با پادشاهان افسانه چاکراوارتیتی است. در بخش اصلی بعدی، تواریخ با ۲۳۳ فصل از تاریخ مخفی درهم پیچیده با مطالب و جزئیات اضافی است که ارزش ویژه به این اثر می‌دهد. در بخش دوم اثر قرن سیزدهم و چهاردهم با عنوان «مناظر خردمندانه یک پسر یتیم با نه ژنرال چنگیز» اضافه شده‌است. همچنین در بخش دوم، پیروی از بحث خردمندانه پسر یتیم، یک اثر مستقل دیگر است که درمورد گفتگوهای چنگیز خان با نود ژنرال خود که خود به دنبال آن یک بخش کامل حاوی «حکمت چنگیز» دنبال می‌شود. دومین بخش عمده با فصل‌های تاریخ مخفی که به آخرین اعمال و درگذشت چنگیز خان می‌پردازد و پایان می‌یابد.
بخش سوم و آخر آلتن توبچی شامل شرح مختصری از سلسله یوان است که پس از آن شرح مختصری از سلسله یوان شمالی تا سقوط آن با مرگ لیگدان خان در سال ۱۶۳۴ ارائه شده‌است. بخش سوم با خلاصه ای این اثر، بیانیه ای از هویت نویسنده و یک دعای فصیح برای "ارواح خان‌ها فرود آمده از تنگری توانا " دنبال می‌شود.

## هدف
به‌طور کلی، آلتن توبچی یک متن مذهبی نیست، نه تحت تأثیر بودیسم تبتی است و عاری از عقاید شمن‌باوری پیروان چنگیز خان است. عمدتاً سکولار است و به امور حکومتی می‌پردازد. مقدمه بودایی کتاب با متن اصلی کار بی ربط است. این اثر مجموعه ای از قوانین نیست، اگرچه احکام چنگیز خان در بخش تاریخ مخفی گنجانده شده‌است. نمونه‌هایی از قانونگذاری عشایری رمزگذاری شده به‌طور جداگانه وجود دارد و شامل قانون آلتان خان (حدود ۱۵۷۷)، و قوانین کتبی خلخا (1570s-۱۶۳۹) است. این یک لیست ساده از پادشاهان از پادشاهان افسانه‌ای چاکراوارتی تا لیگدان خان نیز نیست. اگرچه این عنوان می‌گوید که با «حکمداری» سروکار دارد، کار نه فلسفه سیاسی است و نه رساله ای که مربوط به عملکردهای قانونی، اجرایی و قضایی دولت است. در واقع، این کار به وضوح یک کتابچه راهنمای اخلاق برای اشراف مغول با تأکید ویژه بر حفظ وحدت دولت است. این اثر در اصل دارای طبیعت آموزشی و دستورالعملی است. کد رفتار آن کاملاً شبیه به راه سامورایی و شوالیه گری است. هرچند که کلیت اخلاق موجود در آلتن توبچی به‌طور اصولی مغولی یا عشایری است و از این رو از گفته‌های چنگیز خان یا سنت عشایری ناشی می‌شود، اما در آن چند نقل قول نیز وجود دارد و در آنجا از آثار اخلاقی هندی و سلسله یوان تبت برای ایدئولوژی حاکمیت الهام گرفته‌است.